# Eraj Rajabov
Eraj Rajabov (tiếng Tajik: Эраҷ Раҷабов; sinh ngày 9 tháng 11 năm 1990) là một cầu thủ bóng đá Tajikistan thi đấu cho Khosilot Farkhor, và Đội tuyển bóng đá quốc gia Tajikistan.

## Sự nghiệp

### Câu lạc bộ
Trước đó, Rajabov thi đấu cho Dinamo Dushanbe.
Rajabov được giải phóng từ FC Istiklol vào cuối mùa giải 2015.
Ngày 4 tháng 1 năm 2016, Rajabov được FK Khujand đăng ký để tham gia Cúp AFC 2016. Rajabov thi đấu trận đầu tiên ở giải vô địch cho Khayr Vahdat.

### Quốc tế
Anh thi đấu cho Tajikistan ở Giải vô địch bóng đá U-17 thế giới 2007, Cúp Challenge AFC 2008, Cúp Challenge AFC 2012.

## Thống kê sự nghiệp

### Câu lạc bộ
Tính đến trận đấu diễn ra ngày 9 tháng 2 năm 2016
| Thành tích câu lạc bộ | Thành tích câu lạc bộ | Thành tích câu lạc bộ                    | Giải vô địch | Giải vô địch | Cúp     | Cúp       | Châu lục | Châu lục  | Khác    | Khác      | Tổng cộng | Tổng cộng |
| Mùa giải              | Câu lạc bộ            | Giải vô địch                             | Số trận      | Bàn thắng    | Số trận | Bàn thắng | Số trận  | Bàn thắng | Số trận | Bàn thắng | Số trận   | Bàn thắng |
| --------------------- | --------------------- | ---------------------------------------- | ------------ | ------------ | ------- | --------- | -------- | --------- | ------- | --------- | --------- | --------- |
| Istiklol              | 2009                  | Giải bóng đá vô địch quốc gia Tajikistan |              |              |         |           | –        | –         | –       | –         |           |           |
| Istiklol              | 2010                  | Giải bóng đá vô địch quốc gia Tajikistan |              |              |         |           | –        | –         | 1       | 0         | 1         | 0         |
| Istiklol              | 2011                  | Giải bóng đá vô địch quốc gia Tajikistan |              |              |         |           | 5        | 0         | 1       | 0         | 1         | 0         |
| Istiklol              | 2012                  | Giải bóng đá vô địch quốc gia Tajikistan |              |              |         |           | 5        | 0         | 1       | 0         | 6         | 0         |
| Istiklol              | 2013                  | Giải bóng đá vô địch quốc gia Tajikistan | 17           | 0            | 3       | 0         | –        | –         | –       | –         | 20        | 0         |
| Istiklol              | 2014                  | Giải bóng đá vô địch quốc gia Tajikistan | 12           | 0            | 6       | 0         | –        | –         | 1       | 0         | 19        | 0         |
| Istiklol              | 2015                  | Giải bóng đá vô địch quốc gia Tajikistan | 9            | 0            | 4       | 0         | 6        | 0         | 0       | 0         | 19        | 0         |
| Istiklol              | Tổng cộng             | Tổng cộng                                | 38           | 0            | 13      | 0         | 16       | 0         | 4       | 0         | 71        | 0         |
| Khujand               | 2016                  | Giải bóng đá vô địch quốc gia Tajikistan | 0            | 0            | 0       | 0         | 1        | 0         | –       | –         | 1         | 0         |
| Tổng cộng sự nghiệp   | Tổng cộng sự nghiệp   | Tổng cộng sự nghiệp                      | 38           | 0            | 13      | 0         | 17       | 0         | 4       | 0         | 72        | 0         |

### Quốc tế
| Đội tuyển quốc gia Tajikistan | Đội tuyển quốc gia Tajikistan | Đội tuyển quốc gia Tajikistan |
| Năm                           | Số trận                       | Bàn thắng                     |
| ----------------------------- | ----------------------------- | ----------------------------- |
| 2008                          | 8                             | 0                             |
| 2009                          | 1                             | 0                             |
| 2010                          | 5                             | 0                             |
| 2011                          | 7                             | 0                             |
| 2012                          | 4                             | 0                             |
| 2013                          | 2                             | 0                             |
| 2014                          | 5                             | 0                             |
| 2015                          | 4                             | 0                             |
| 2016                          | 8                             | 0                             |
| Tổng                          | 44                            | 0                             |

Thống kê chính xác đến trận đấu diễn ra ngày 13 tháng 11 năm 2016

## Danh hiệu
Istiklol
- Giải bóng đá vô địch quốc gia Tajikistan (4): 2010, 2011, 2014, 2015
- Cúp bóng đá Tajikistan (4): 2009, 2010, 2013, 2014
- Siêu cúp bóng đá Tajikistan (1): 2014